# Trittico Lombardo
El Trittico Lombardo és una competició ciclista resultat de la suma de les classificacions a les tres proves que la conformen i que es disputen, en dies successius, durant el mes d'agost: la Tre Valli Varesine, la Coppa Agostoni i la Coppa Bernocchi.
El premi es reparteix des del 1997 i fins al moment els ciclistes amb més victòries són els italians Leonardo Bertagnolli i Simone Ponzi, amb dues.
El 2020, com a conseqüència de la pandèmia de COVID-19, les tres curses foren unificades sota la denominació de Gran Trittico Lombardo.

## Palmarès
| Any  | Tre Valli Varesine   | Coppa Agostoni         | Coppa Bernocchi    | Trittico Lombardo    |
| ---- | -------------------- | ---------------------- | ------------------ | -------------------- |
| 1997 | Roberto Caruso       | Massimo Apollonio      | Gianluca Bortolami | Giovanni Lombardi    |
| 1998 | Davide Rebellin      | Andrea Tafi            | Fabio Sacchi       | Mirko Celestino      |
| 1999 | Sergio Barbero       | Massimo Donati         | Giancarlo Raimondi | Sergio Barbero       |
| 2000 | Massimo Donati       | Jan Ullrich            | Romāns Vainšteins  | Raimondas Rumšas     |
| 2001 | Mirko Celestino      | Francesco Casagrande   | Paolo Valoti       | Gianluca Tonetti     |
| 2002 | Eddy Ratti           | Laurent Jalabert       | Daniele Nardello   | Eddy Ratti           |
| 2003 | Danilo Di Luca       | Francesco Casagrande   | Sergio Barbero     | Massimo Giunti       |
| 2004 | Fabian Wegmann       | No assignat            | Angelo Furlan      | No assignat          |
| 2005 | Stefano Garzelli     | Paolo Valoti           | Danilo Napolitano  | Lorenzo Bernucci     |
| 2006 | Stefano Garzelli     | Alessandro Bertolini   | Danilo Napolitano  | Andrea Tonti         |
| 2007 | Christian Murro      | Alessandro Bertolini   | Danilo Napolitano  | Alessandro Bertolini |
| 2008 | Francesco Ginanni    | Linus Gerdemann        | Steven Cummings    | No assignat          |
| 2009 | Mauro Santambrogio   | Giovanni Visconti      | Luca Paolini       | Mauro Santambrogio   |
| 2010 | Daniel Martin        | Francesco Gavazzi      | Manuel Belletti    | Francesco Gavazzi    |
| 2011 | Davide Rebellin      | Sacha Modolo           | Iauhèn Hutaròvitx  | Iauhèn Hutaròvitx    |
| 2012 | David Veilleux       | Emanuele Sella         | Sacha Modolo       | David Veilleux       |
| 2013 | Kristijan Đurasek    | Filippo Pozzato        | Sacha Modolo       | Simone Ponzi         |
| 2014 | Michael Albasini     | Niccolò Bonifazio      | Elia Viviani       | Simone Ponzi         |
| 2015 | Vincenzo Nibali      | Davide Rebellin        | Vincenzo Nibali    | Vincenzo Nibali      |
| 2016 | Sonny Colbrelli      | Sonny Colbrelli        | Giacomo Nizzolo    | Sonny Colbrelli      |
| 2017 | Alexandre Geniez     | Michael Albasini       | Sonny Colbrelli    | Michael Albasini     |
| 2018 | Toms Skujiņš         | Gianni Moscon          | Sonny Colbrelli    | Toms Skujiņš         |
| 2019 | Primož Roglič        | Aliaksandr Riabushenko | Phil Bauhaus       | Giovanni Visconti    |
| 2020 | No disputada         | No disputada           | No disputada       | Gorka Izagirre       |
| 2021 | Alessandro De Marchi | Alexey Lutsenko        | Remco Evenepoel    | Alessandro Covi      |